# Mouvement national-démocrate
Pour le groupe politique géorgien, voir Mouvement national - Démocrates.
Le Mouvement national-démocrate est un parti politique français d'extrême droite fondé en 2020 par les membres du parti Dissidence française (DF) après son auto-dissolution.
Fondée par Vincent Vauclin, la DF est active de 2011 à 2020. Dans un premier temps, l’organisation appelle à un coup d'État militaire et mène une campagne antimaçonnique virulente, placardant et manifestant devant plusieurs sièges de loges. Elle participe également aux manifestations de La Manif pour tous, Jour de colère et du mouvement des Gilets jaunes. L'association devient un parti politique en 2018. La Dissidence française est alors rejointe par deux conseillers municipaux du Havre, élus sur la liste du Rassemblement national. Elle se présente aux élections européennes de 2019, où elle rassemble 5 000 voix. Elle s'auto-dissout l'année suivante pour devenir le Mouvement national-démocrate.

## Historique
Lancée en 2011 comme association de fait et devenue association loi de 1901 en 2013, la Dissidence française est dirigée dès sa création par Vincent Vauclin.

### Actions
Le groupuscule appelle au coup d'État militaire afin de faire « tomber le régime ». Dans le cadre de sa campagne « La France contre la République » à volonté putschiste, la Dissidence française organise plusieurs actions antimaçonniques : deux placardages par la « Brigade d'Angers » à Angers puis au Temple maçonnique du Grand Orient de France (GOF) à Nantes en novembre 2012 et juin 2013,, deux manifestations devant le siège du GOF, puis de la Grande Loge nationale française (GLNF) les 2 et 23 mars 2013,, deux autres actions en juin 2013 contre une loge pictocharentaise et le siège de la GLNF,, ainsi qu'une manifestation réunissant une douzaine de personnes devant le siège du GOF à Paris le 3 octobre 2013. Ces différentes actions sont filmées et publiées sur Dailymotion.
La Dissidence français réitère sa volonté d'un coup d'État lors de sa participation à la manifestation Jour de colère le 26 janvier 2014,, puis à celle de La Manif pour tous contre le mariage homosexuel du 5 octobre 2014,.
Le mouvement cible en mars 2015 le musée de l'Histoire de l'immigration, sur lequel ses militants collent des affiches dénonçant le multiculturalisme. Cette action s'inscrit dans le cadre d'une campagne appelant à la remigration. Les Inrocks indique que la Dissidence française — comme Les Identitaires — utilise la provocation et les réseaux sociaux pour accroître son audience et sa visibilité. Pour Nicolas Lebourg, la Dissidence française « a franchi un palier » à l'occasion de cette action, qui est selon lui « l'expression du fossé qui s'est créé depuis les années 1990 entre l'extrême droite et le monde de la culture ».
En décembre 2018, Vincent Vauclin, à l'instar de différents chefs de groupes d'extrême droite, participe à la mobilisation des Gilets jaunes et se filme notamment en direct d'un blocage en Normandie.
Lors de la « XIème journée Nationale et Identitaire », un rassemblement d'organisations d’extrême droite organisé par Synthèse Nationale le 1er octobre 2017, Vauclin intervient pour marquer un « triste anniversaire : le procès de Nuremberg, » explique-t-il. « A l’issue d’une procédure inique et expéditive, la justice des vainqueurs condamnait les dignitaires du Reich déchu. Plus que des hommes, plus que des Allemands, c’est une civilisation qu’il a condamnée. Plus précisément, c’est une vision de l’homme, de la nation, de l’ordre social qui a été frappée du sceau de l’infamie et condamné par le tribunal de l’humanité ».

### Constitution en parti politique
La Dissidence française se constitue en tant que parti politique en 2018,.
Le conseiller municipal du Havre Baptiste Gueudin quitte en octobre 2018 le Rassemblement national pour devenir le premier élu de la Dissidence française,. Le 18 octobre 2018, Damien Lenoir, conseiller régional de Normandie et conseiller municipal du Havre, annonce à son tour quitter le Rassemblement national pour rejoindre la Dissidence française.
Dissidence française présente une liste aux élections européennes de 2019, intitulée « liste de la Reconquête ». Les candidats figurant en premières positions sont Vincent Vauclin, président du parti, Nicole Mina, conseillère régionale d'Occitanie et Damien Lenoir, conseiller régional de Normandie ex-RN ; la liste compte également plusieurs militants normands du Parti de la France. Avec la liste « La ligne claire » menée par Renaud Camus, est l'une des deux listes identitaires et anti-islam. Elle obtient moins de 5 000 suffrages, soit 0,02 % des voix, arrivant en 28e position sur 34 listes, devant celle de Renaud Camus.
La Dissidence française s'allie avec deux autres groupuscules d’extrême droite, Civitas et la Ligue du Midi, pour les élections municipales de 2020, avec pour stratégie de viser les petites communes où aucun candidat ne se présenterait. Aucune commune n'est toutefois remportée.

### Mouvement national-démocrate
Le 1er août 2020, la Dissidence française s'auto-dissout et Vincent Vauclin lance le lancement du Mouvement national-démocrate pour lui succéder.
Le groupe n'a quasiment plus d'activité depuis 2021.

## Programme
Dans son programme pour les élections européennes, la Dissidence française met l'accent la sécurité et l'opposition à l'accueil des réfugiés. Elle souhaite ainsi une législation favorable aux « Gaulois », supprimer le droit du sol, le droit d'asile ainsi que le regroupement familial ainsi que le rétablissement des frontières. Promouvant « des racines chrétiennes » de l'Europe, elle accuse le multiculturalisme et les migrants d'avoir « bouleversé sa physionomie millénaire ». Elle propose également de « suspendre la participation de la France à l'Union européenne, à la Zone euro et à l'Organisation du Traité de l'Atlantique Nord ». Antimondialiste, identitaire,, ultranationaliste, raciste,, elle adhère aux thèses anti-islam, et antisémites, à la théorie du grand remplacement ainsi qu'à la « remigration ».
Vincent Vauclin et la Dissidence française analysent une « crise identitaire » dont les responsables seraient, sans être explicitement nommés, les Juifs et les francs-maçons,.
Dans le journal Présent, en août 2015, Vincent Vauclin explique que le mouvement italien Casapound est l'une de ses références,. Vincent Vauclin entretient également des relations avec plusieurs personnalités d'extrême-droite telle que Gabriele Adinolfi, Yvan Benedetti, Serge Ayoub, Roland Hélie ou encore Alexandre Gabriac. Dans son ouvrage Sur un nouveau moment antisémite paru en 2015 aux éditions Fayard, Pierre Birnbaum explique le programme de la Dissidence française « se réfère aux écrits du penseur italien Julius Evola et semble sortir tout droit des années trente tant il se réfère explicitement à la tradition fasciste du « sang et du sol », au serment, au culte des « hommes debout au milieu des ruines », au « refus de la mentalité bourgeoise », à la lutte contre les francs-maçons et, dans le vocabulaire d’aujourd’hui, aux « lobbies » ».
Pour Jean-Yves Camus, « la Dissidence française s'apparente à une forme de nationalisme-révolutionnaire […] s'approchant d'un fascisme de gauche en mettant l'accent sur les aspects anticapitaliste, populaires ou encore l'amélioration du sort de la classe ouvrière » et « peut être rattachée au courant Völkisch mais sans oblitérer les références à l’aristrocratisme évolien ».

## Résultats électoraux
| Année | Élections   | Tête de liste   | Voix  | %    | Rang         | Sièges |
| ----- | ----------- | --------------- | ----- | ---- | ------------ | ------ |
| 2019  | Européennes | Vincent Vauclin | 4 569 | 0,02 | 28e (sur 34) | 0 / 74 |

## Affiliation européenne
Le parti annonce durant l'été 2019 son affiliation au mouvement européen Alliance pour la paix et la liberté, dont sont notamment membres le Parti national-démocrate d'Allemagne, le Mouvement Nation et Forza Nuova.